# Jasmin Eder
Jasmin Eder (* 8. Oktober 1992 in Wien) ist eine ehemalige österreichische Fußballspielerin, die bis  zur Saison 2022/23 beim SKN St. Pölten aktiv war und bis 2022 für die A-Nationalmannschaft spielte.

## Karriere

### Vereine
Eder begann als Achtjährige in der Jugendabteilung des USC Landhaus Wien mit dem Fußballspielen. Durch gute Leistungen empfahl sie sich für diverse Wiener Auswahlmannschaften und gewann von 2007 bis 2009 mit der Wiener U-16-Auswahl jeweils die Bundesländermeisterschaft. Ab 2007 kam sie für den USC regelmäßig in der österreichischen Bundesliga zum Einsatz und erreichte 2008 das Finale im ÖFB-Pokal, wo man jedoch dem SV Neulengbach mit 2:6 unterlag. Im Sommer 2009 wechselte Eder nach Deutschland zum FC Bayern München, für dessen Zweitvertretung sie in den folgenden zwei Spielzeiten insgesamt 18 Partien in der 2. Bundesliga Süd bestritt. Zur Saison 2011/12 unterschrieb die Mittelfeldspielerin beim BV Cloppenburg in der 2. Bundesliga Nord. In Cloppenburg kam sie zu 17 Saisoneinsätzen, verließ den Verein jedoch nach nur einem Jahr wieder und schloss sich dem Bundesligaaufsteiger VfL Sindelfingen an. Für Sindelfingen gab sie am 2. September 2012 (1. Spieltag) ihr Bundesligadebüt, unterlag dabei jedoch dem amtierenden deutschen Meister Turbine Potsdam zuhause mit 1:9.
Zur Saison 2013/14 wechselte sie zum österreichischen Vizemeister FSK St. Pölten, der aus dem ASV Spratzern ausgegliederten Fußballabteilung, mit der sie 2014 erneut die Vizemeisterschaft errang und den ÖFB-Pokal gewann. Gegen den ASD Torres Calcio kam sie im Sechzehntelfinale der Champions League im Oktober 2013 zu ihren ersten beiden Einsätzen in der „Königsklasse“. Am 17. Juni 2016 wurde die als FSK St. Pölten ausgegliederte Fußballabteilung in den SKN St. Pölten eingegliedert. Mit dem Verein wurde sie mit Abschluss des 13. Spieltages – nach Punkten uneinholbar – vorzeitig Österreichischer Meister.
Im Mai 2023 gab sie bekannt, nach der Saison 2022/23 ihre Karriere zu beenden.

### Nationalmannschaft
Eder gehörte ab 2007 dem Kader der österreichischen U-19-Nationalmannschaft an und ist seit 2011 A-Nationalspielerin ihres Landes. In der Qualifikation zur Europameisterschaft 2013 erreichte sie mit ihrer Mannschaft die Ausscheidungsspiele um die Teilnahme an der Endrunde, scheiterte dort jedoch an der Auswahl Russlands.
Vier Jahre später schloss sie mit der Mannschaft die Gruppe 8 der 2. Qualifikationsrunde für die Europameisterschaft 2017 als Zweitplatzierter hinter Norwegen ab und qualifizierte sich erstmals für ein bedeutsames Turnier, nachdem man ein Jahr zuvor als Erstteilnehmer das Turnier um den Zypern-Cup gewann. Die Mannschaft erreichte bei der Women’s Euro 2017 das Semifinale und wurde bei der Ehrung der österreichischen Sportler des Jahres als Mannschaft des Jahres ausgezeichnet. Bei der Europameisterschaft 2022 in England, wo Österreich das Viertelfinale erreichte, stand sie erneut im ÖFB-Aufgebot, kam aber nicht zum Einsatz. 
Am 21. Oktober 2022 gab Eder ihren Rücktritt aus der Nationalmannschaft bekannt.

## Erfolge
- Zypern-Cup-Sieger 2016

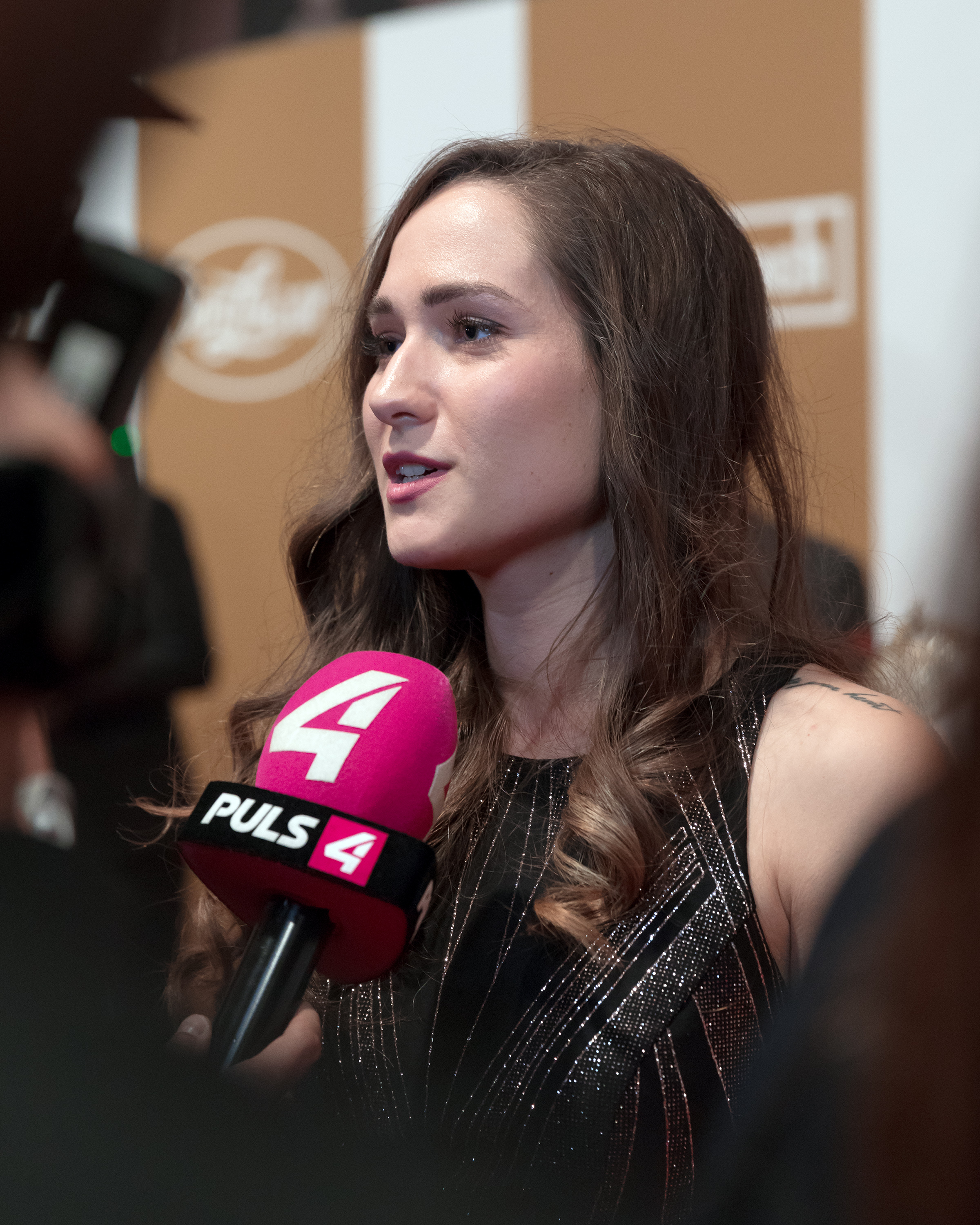
Jasmin Eder während eines Interviews
im Rahmen der Wahlveranstaltung Sportler des Jahres 2017

- Österreichischer Meister 2015, 2016 (mit dem FSK St. Pölten) 2017, 2018, 2019, 2020, 2021, 2022, 2023 (mit dem SKN St. Pölten)
- Zweiter der Österreichischen Meisterschaft 2014 (mit dem FSK St. Pölten)
- ÖFB-Pokal-Sieger 2014 (mit dem FSK St. Pölten), 2017, 2018 (mit dem SKN St. Pölten)
- ÖFB-Pokal-Finalist 2008 (mit dem USC Landhaus Wien)
- Bundesländermeister 2007, 2008 und 2009 (mit der Wiener U-16-Auswahl)

## Auszeichnungen
- Österreichische Sportlerin des Jahres 2017 als Spielerin der Nationalmannschaft bei der EM